# Surrey Heath
Surrey Heath is een Engels district in het shire-graafschap (non-metropolitan county OF county) Surrey en telt 89.000 inwoners. De oppervlakte bedraagt 95 km².
Van de bevolking is 13,7% ouder dan 65 jaar. De werkloosheid bedraagt 1,6% van de beroepsbevolking (cijfers volkstelling 2001).

## Plaatsen in district Surrey Heath
- Camberley
- Deepcut
- Frimley
- Frimley Green
- Lightwater
- Mytchett

## Civil parishesin district Surrey Heath
- Bisley
- Chobham
- West End
- Windlesham